# Acteocina nanshaensis
Acteocina nanshaensis is een slakkensoort uit de familie van de Tornatinidae. De wetenschappelijke naam van de soort is voor het eerst geldig gepubliceerd in 1991 door Lin.